# Staatsspoor (Houten)
Staatsspoor is een weg in de Nederlandse plaats Houten in de wijk Loerik. Het Staatsspoor loopt vanaf het Smalspoor tot aan het Staalspoor, Loeriksepad en de Beusichemsetuin waar hij in overgaat. Vroeger heette deze weg de Beusichemseweg, die liep vanaf Houten tot aan Beusichem waaronder het Staatspoor, Smalspoor alsook de Beusichemsetuin viel (dit is veranderd rond 2000).
Er bevindt zich een rijksmonumentale boerderij aan het Staatsspoor 1 en 150 meter verderop aan het Smalspoor 5 bevindt zich ook nog een boerderij met een monumentale status.

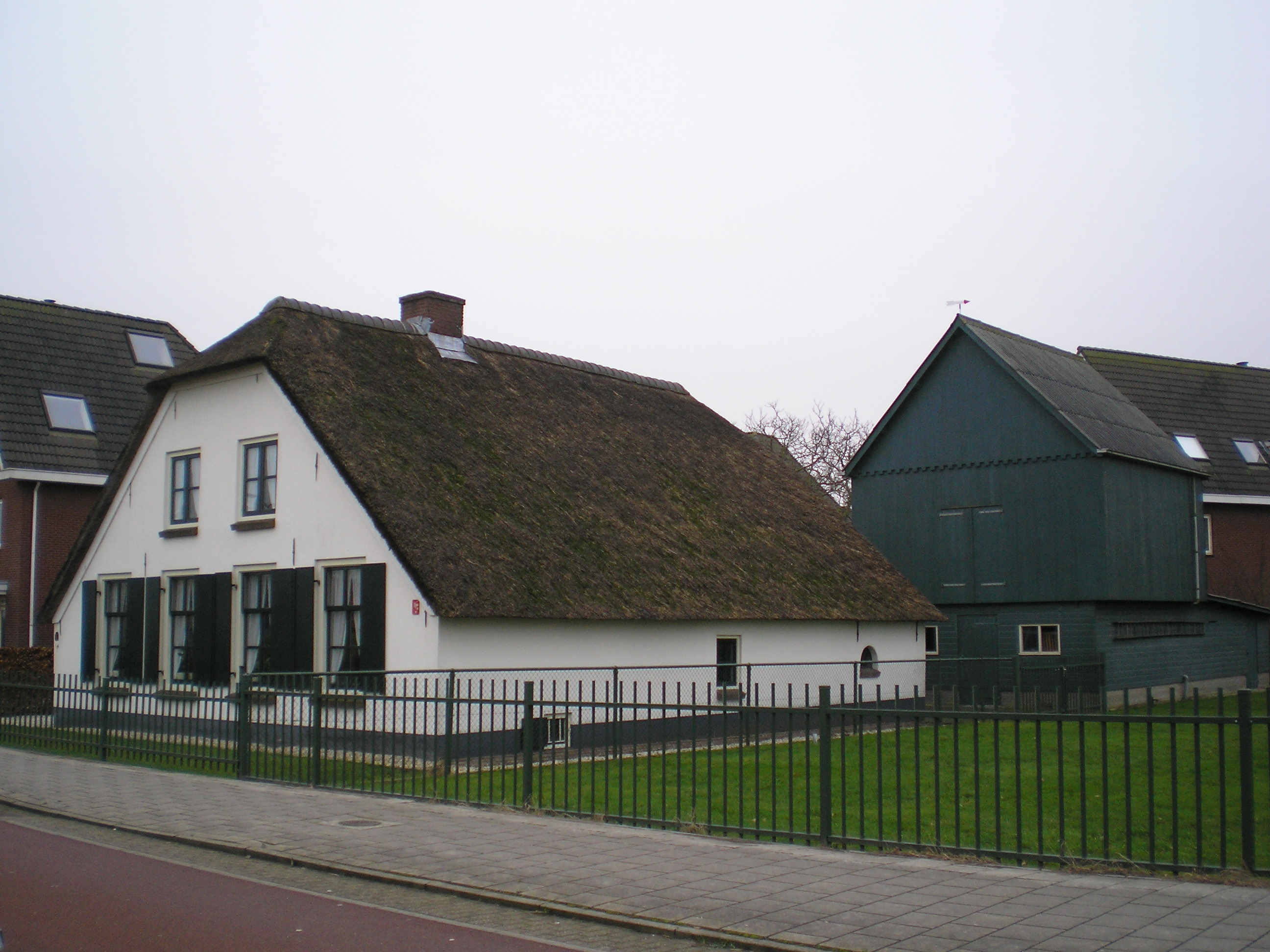
Boerderij met hooischuur aan het Staatsspoor 1 te Houten in Nederland (rijksmonument)
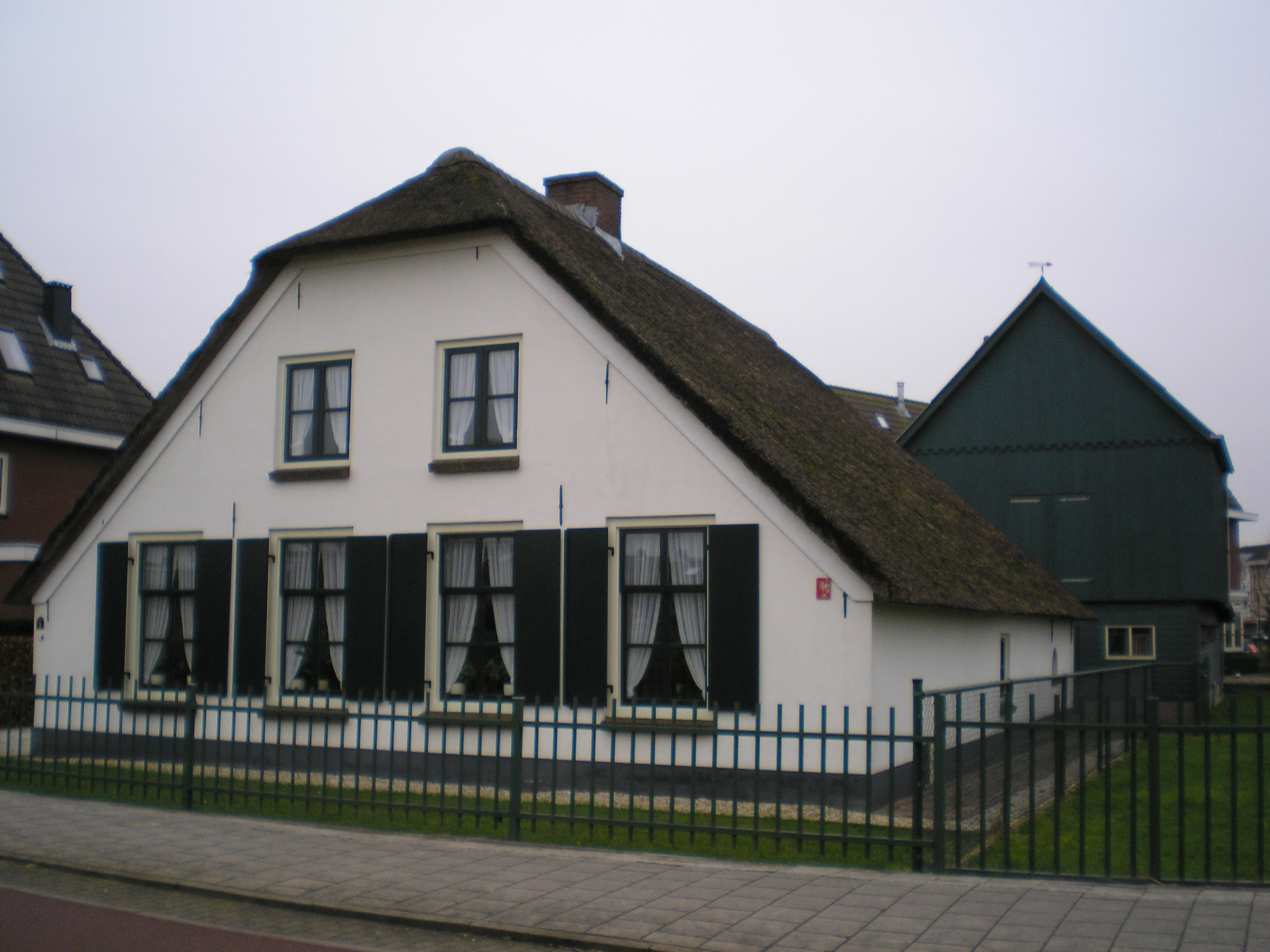
Boerderij aan het Staatsspoor 1 te Houten in Nederland (rijksmonument)
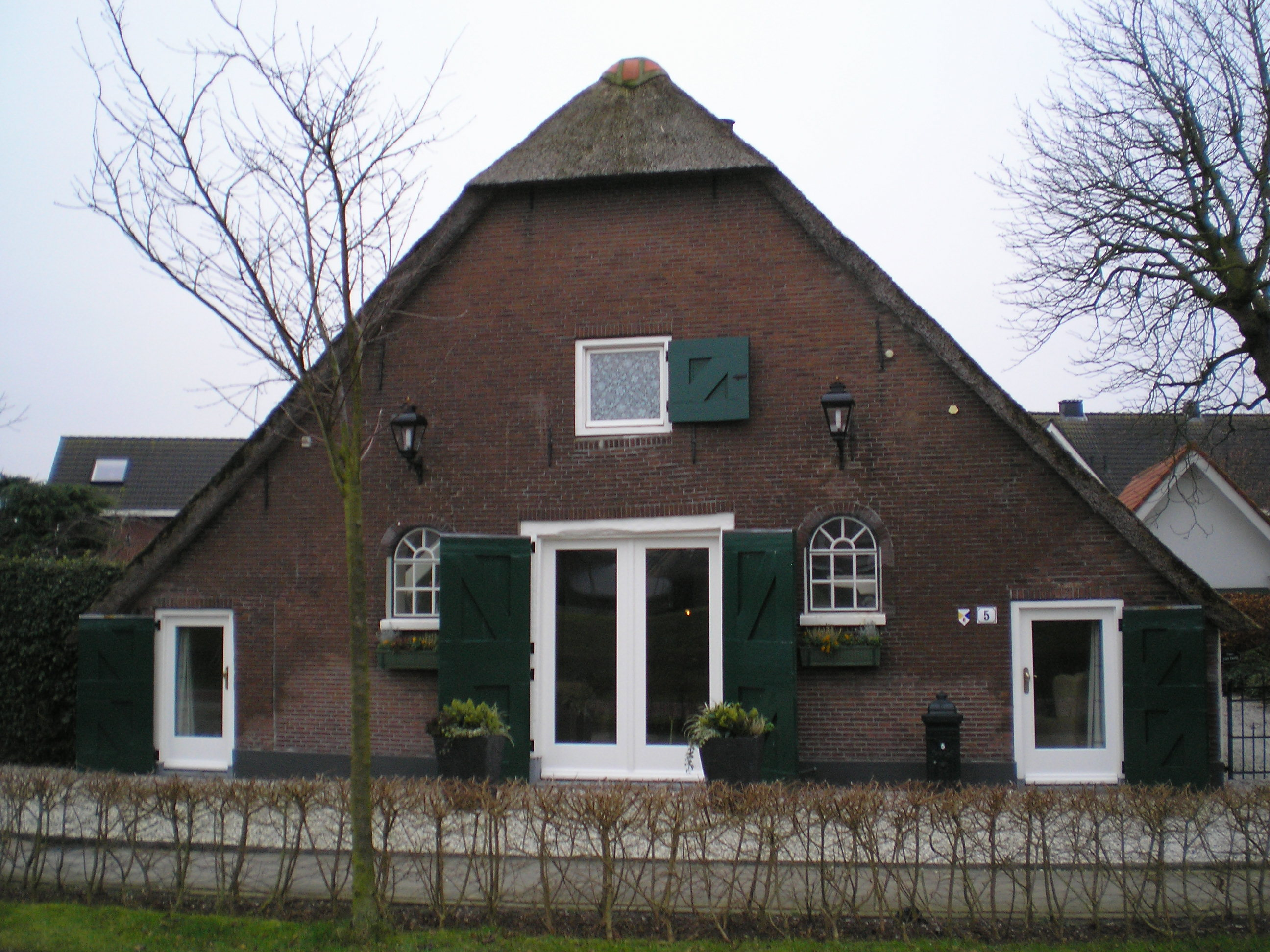
Boerderij aan het Smalspoor 5 te Houten in Nederland (monument)
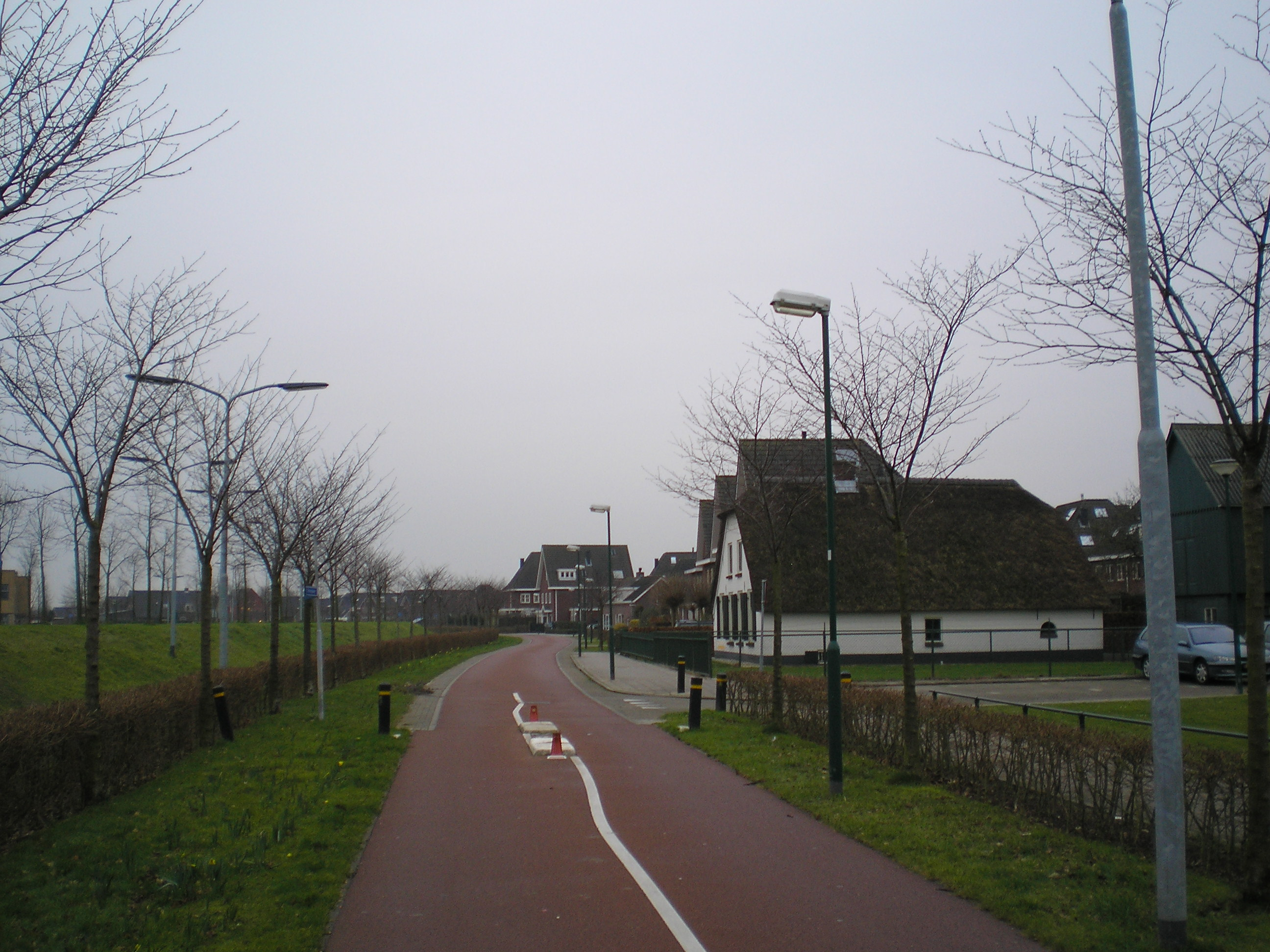
Smalspoor en Staatsspoor te Houten

Beusichemseweg ·
Burgemeester Wallerweg ·
De Poort ·
Heemsteedseweg ·
Herenweg ·
Houtensewetering ·
Koningin Julianastraat ·
Loerikseweg ·
Lupine-oord ·
Notengaarde ·
Oud Wulfseweg ·
Plein ·
Prins Bernhardweg ·
Staatsspoor ·
Stationserf ·
Tiellandtspad ·
Vlierweg ·
Weteringhout